# 松山 (宇陀市)

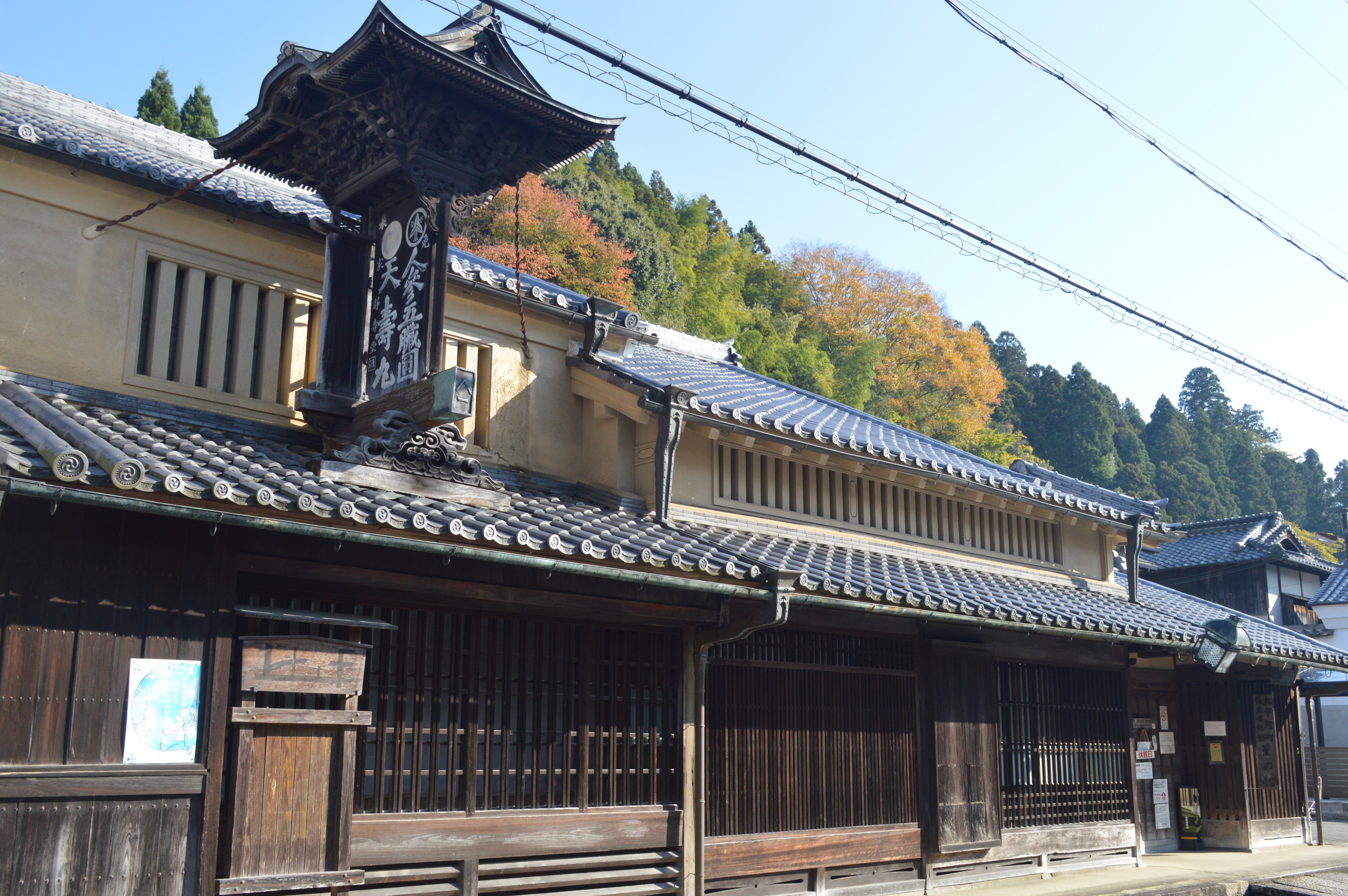
宇陀市大宇陀歴史文化館「薬の館」

松山（まつやま）は、奈良県宇陀市大宇陀地域にある広域地名。旧宇陀郡松山町。宇陀松山とも呼ばれる。江戸時代には宇陀松山藩の陣屋町として栄え、現在は一部が国の重要伝統的建造物群保存地区に選定されている。同保存地区についても本項で説明する。

## 概要
宇陀松山城の西側の地区は古代は阿騎野と呼ばれた宮廷の狩猟場であった。現在の街区は戦国時代に国人領主秋山氏により築かれた秋山城の城下町を起源とする。その後豊臣秀長配下の大名により現在の町並みの原型が形成され、地名が阿貴町から松山町に改められたとされる。
1600年の関ヶ原の戦い以降は織田信雄以後4代の支配を経て1694年からは江戸幕府の天領となり、商業地として栄えた。
明治時代以降も宇陀郡役所や裁判所がおかれるなど地域の中心として発展し、昭和40年代まで賑わったという歴史をもつ。
中心街は近世初頭の敷地割と江戸時代から明治時代の商家が数多く残り、宇陀松山伝統的建造物群保存地区の名称で国の重要伝統的建造物群保存地区に選定されている。

## 宇陀市松山重要伝統的建造物群保存地区データ
- 面積 - 約17.0ヘクタール

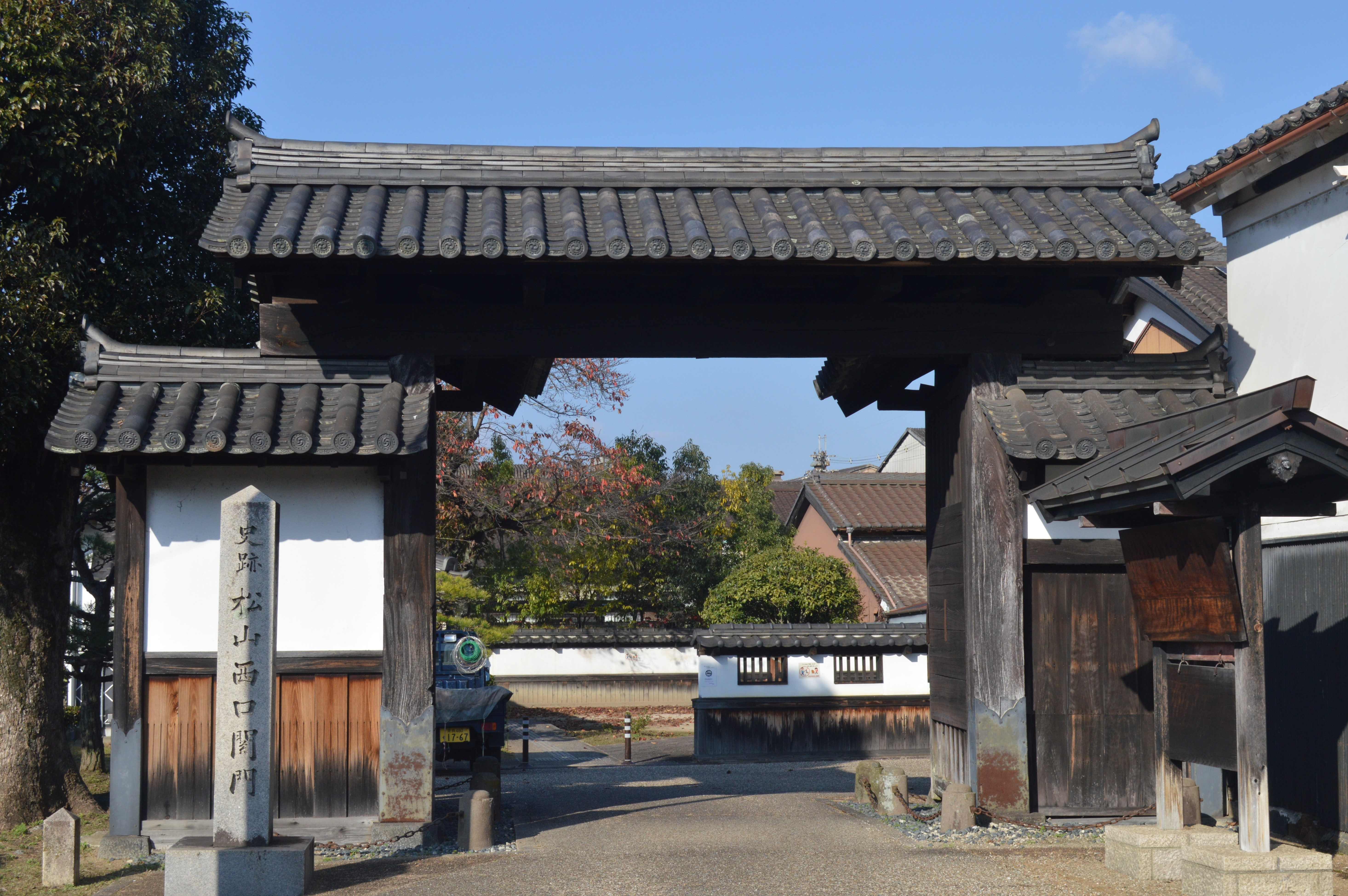
松山西口関門（国の史跡）

- 区域 - 宇陀市の内、大宇陀万六、大宇陀出新、大宇陀上新、大宇陀中新、大宇陀上、大宇陀上中、大宇陀上本、大宇陀上茶、大宇陀下本、大宇陀下中、大宇陀下出口及び大宇陀小出口の全域、並びに、大宇陀下茶、大宇陀春日及び大宇陀拾生の各一部
- 条例制定日 -  平成16年12月17日
- 重伝建選定告示日 - 平成18年7月5日
- 選定基準 - 伝統的建造物群が全体として意匠的に優秀なもの
- 種別 - 商町屋
- 保存計画で特定された伝統的建造物 - 建築物 128件、工作物（石垣等） 88件
- 保存計画で特定された環境物件（水路、樹木等） - 28件

## 主な建造物・旧跡

### 重伝建地区内
- 松山西口関門 - 松山城下町の旧大手門。通称は黒門。国の史跡。
- 森野旧薬園 - 日本最古の民間の薬草園。国の史跡。
- 植田家住宅 - 旧油商「鍵屋」家屋。江戸時代末期築。間口7間強。柱間にスリアゲ戸を備えていた。
- 旧福田医院 - 1925年（大正14年）頃築の洋館。
- 森田家住宅 - 旧雑貨商「諸木野屋」家屋。江戸時代後期築。
- 竹田家住宅 - 江戸時代末期築、2戸1町家。
- 川尾家住宅 - 江戸時代末期築。
- 好岡家住宅 - 明治20年代築。
- 宇陀市大宇陀歴史文化館「薬の館」（旧細川家住宅） - 江戸時代末期築。「薬の館」として公開。
- 山邊家住宅 - 江戸時代中期築。間口7間、切妻、桟瓦葺。県重文。
- 都司家住宅 - 「更紗屋」家屋。1868年（明治元年）頃築。
- 黒川本家 - 葛を商う「山ノ坊屋」家屋。江戸時代中期築。間口10間半、切妻。顧客に谷崎潤一郎がいた。
- 林家住宅 - 「拾生屋」家屋。江戸時代後期築（文政11年の棟札）。間口9間。
- 森岡家住宅 - 「森藤」家屋。大正時代築。妻入。
- 大宇陀福祉会館（旧松山町役場） - 1903年（明治36年）築。
- 久保酒造 - 1909年（明治42年）築。間口10間半。
- 芳村酒造 - 1941年（昭和16年）築。
- 松山地区まちづくりセンター「千軒舎」（旧内藤家）
- 恵毘須 - 愛宕神社、恵毘須神社と愛宕寺の神仏混合社。
- 春日神社
- 万法寺 - 本堂が県重文。
- 法正寺 - 江戸時代後期築の本堂と薬医門

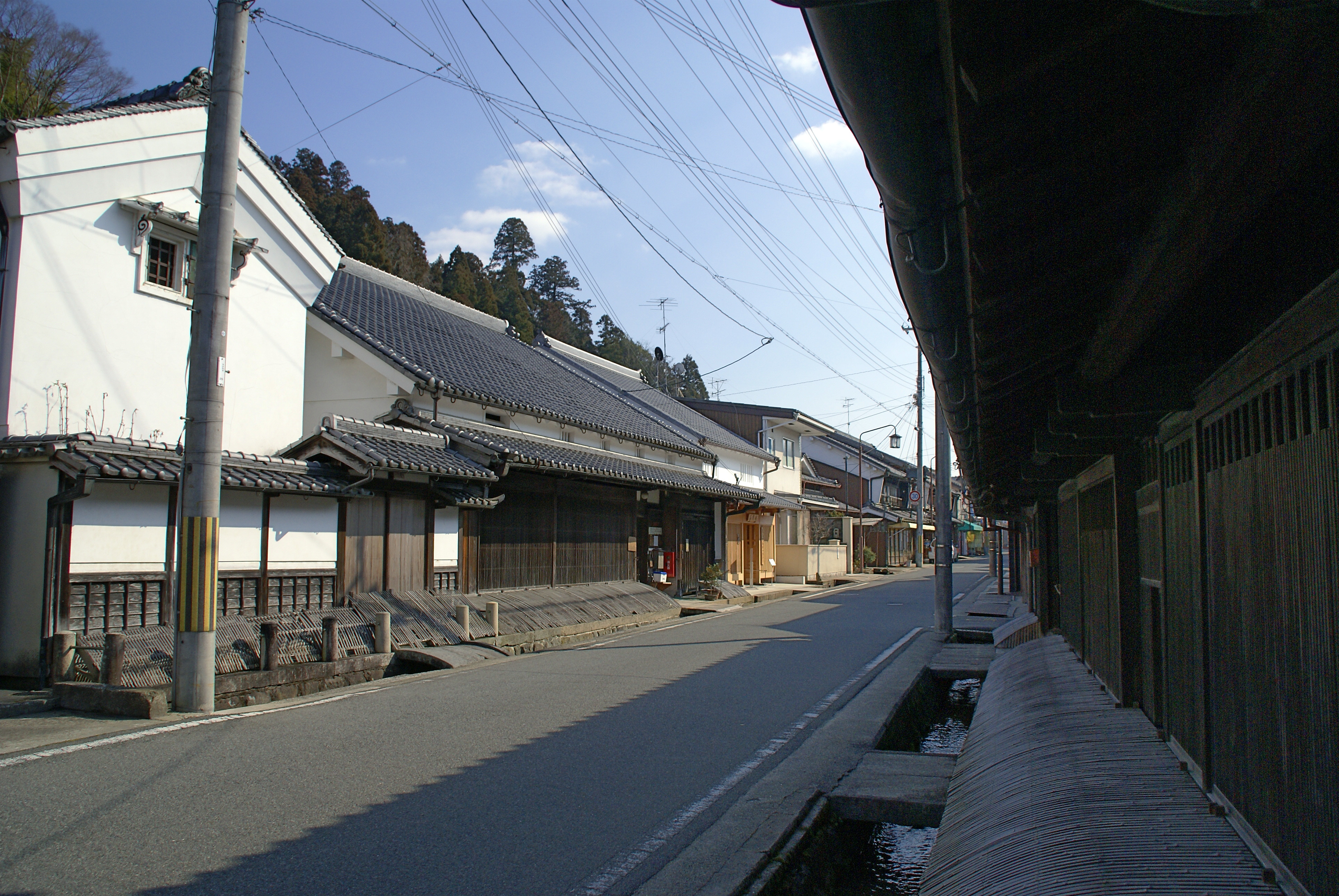
上町通りと山邉家住宅（左）
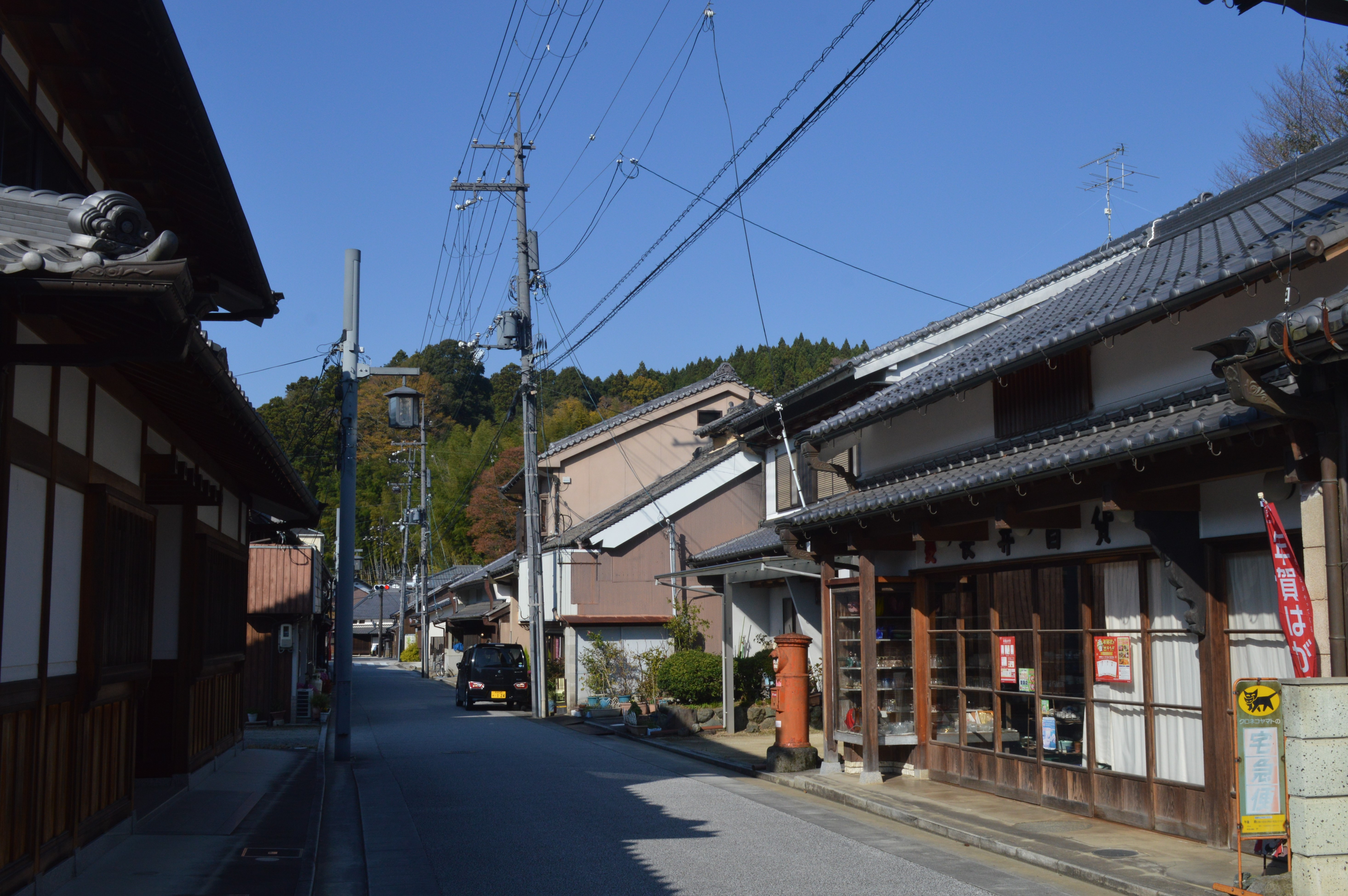
酒造通り
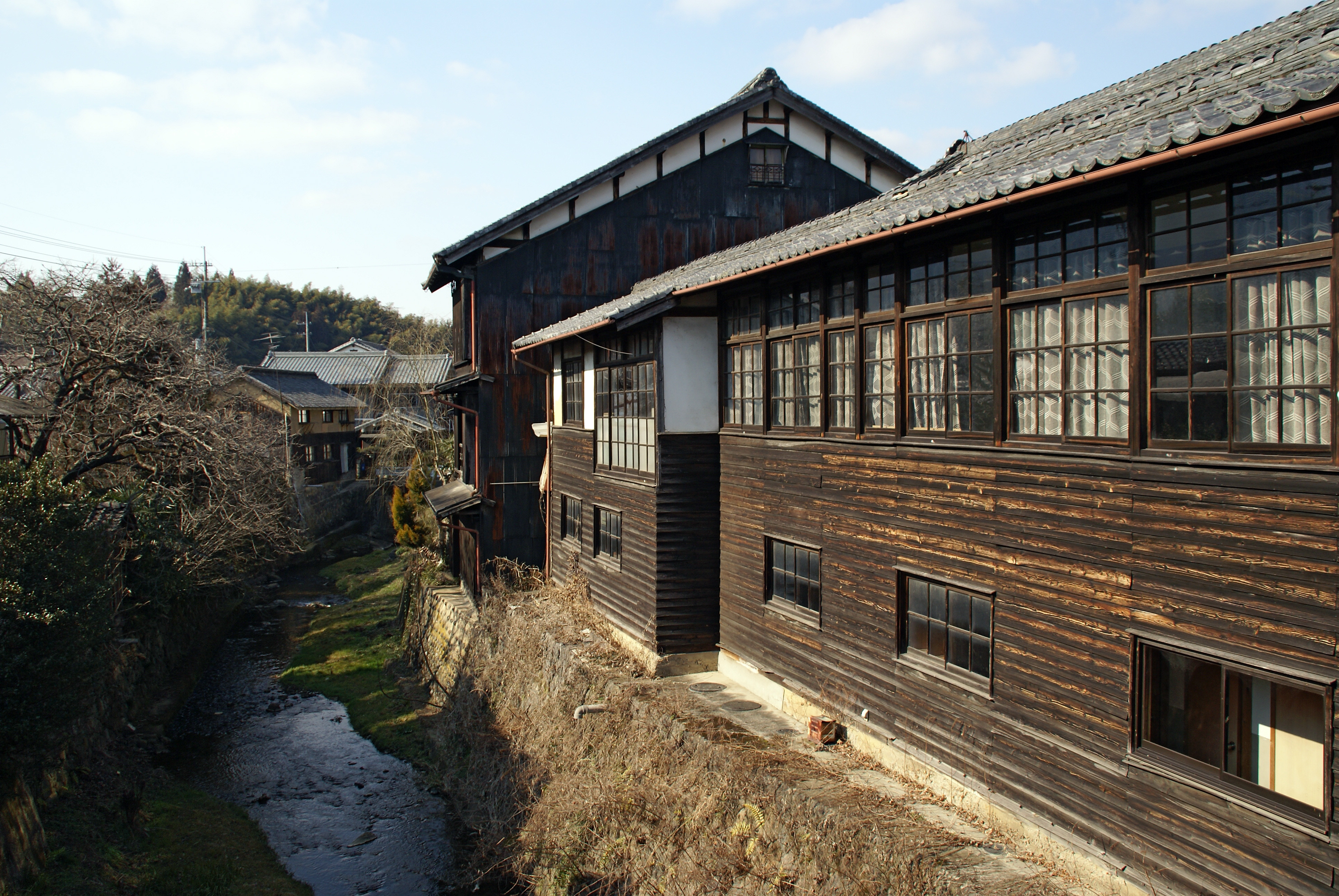
宇陀松山会館（旧松山町役場）
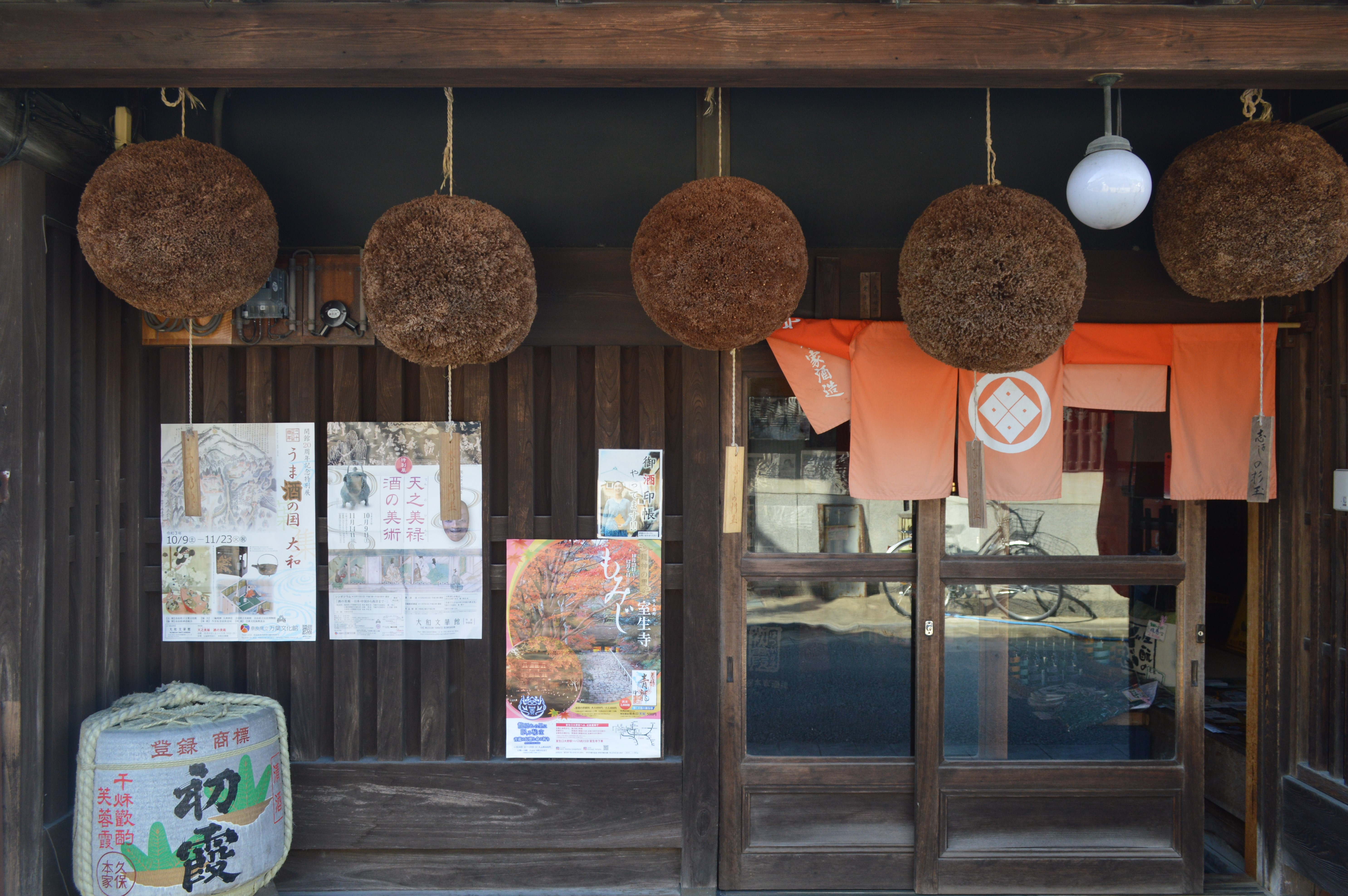
久保酒造
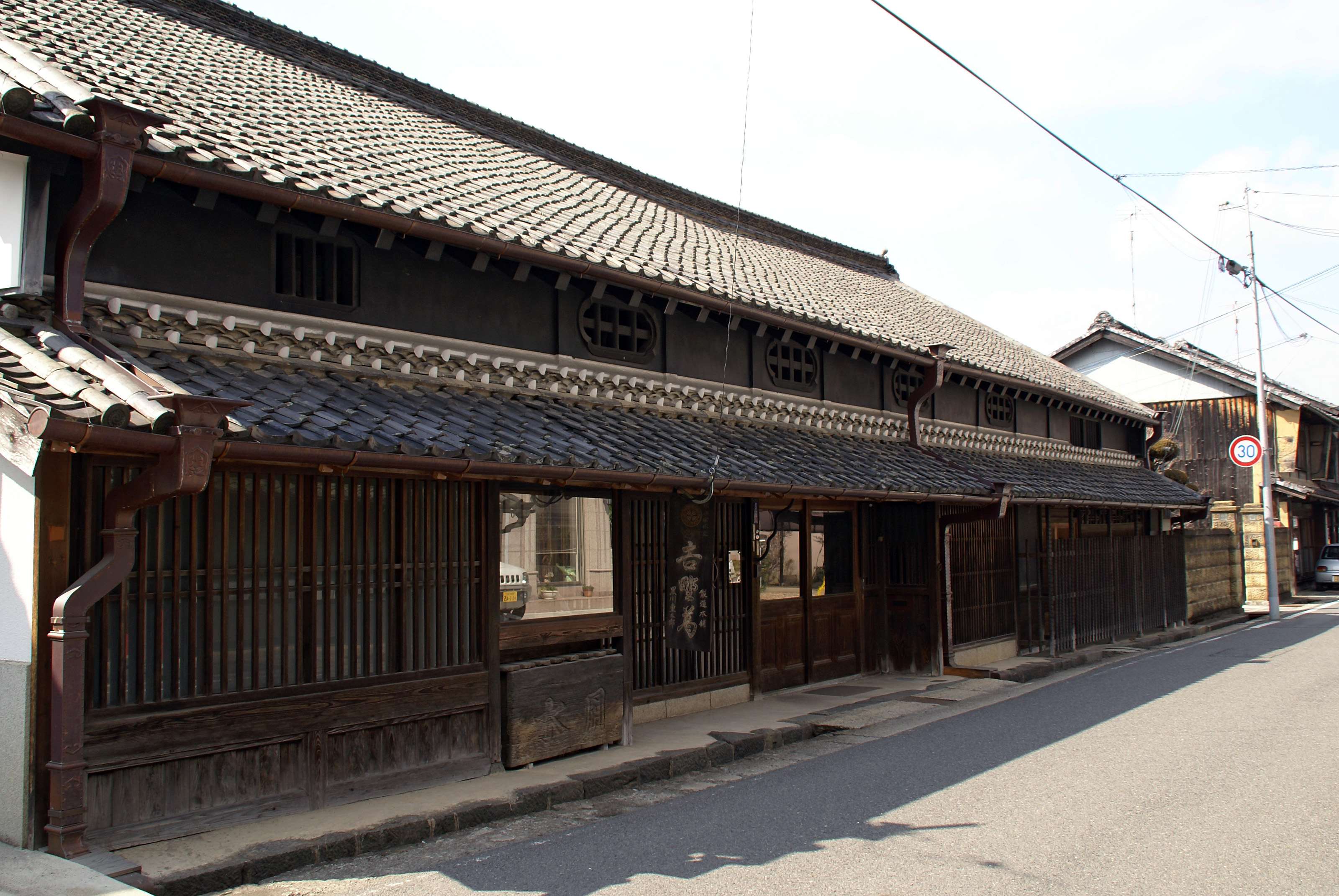
黒川本家
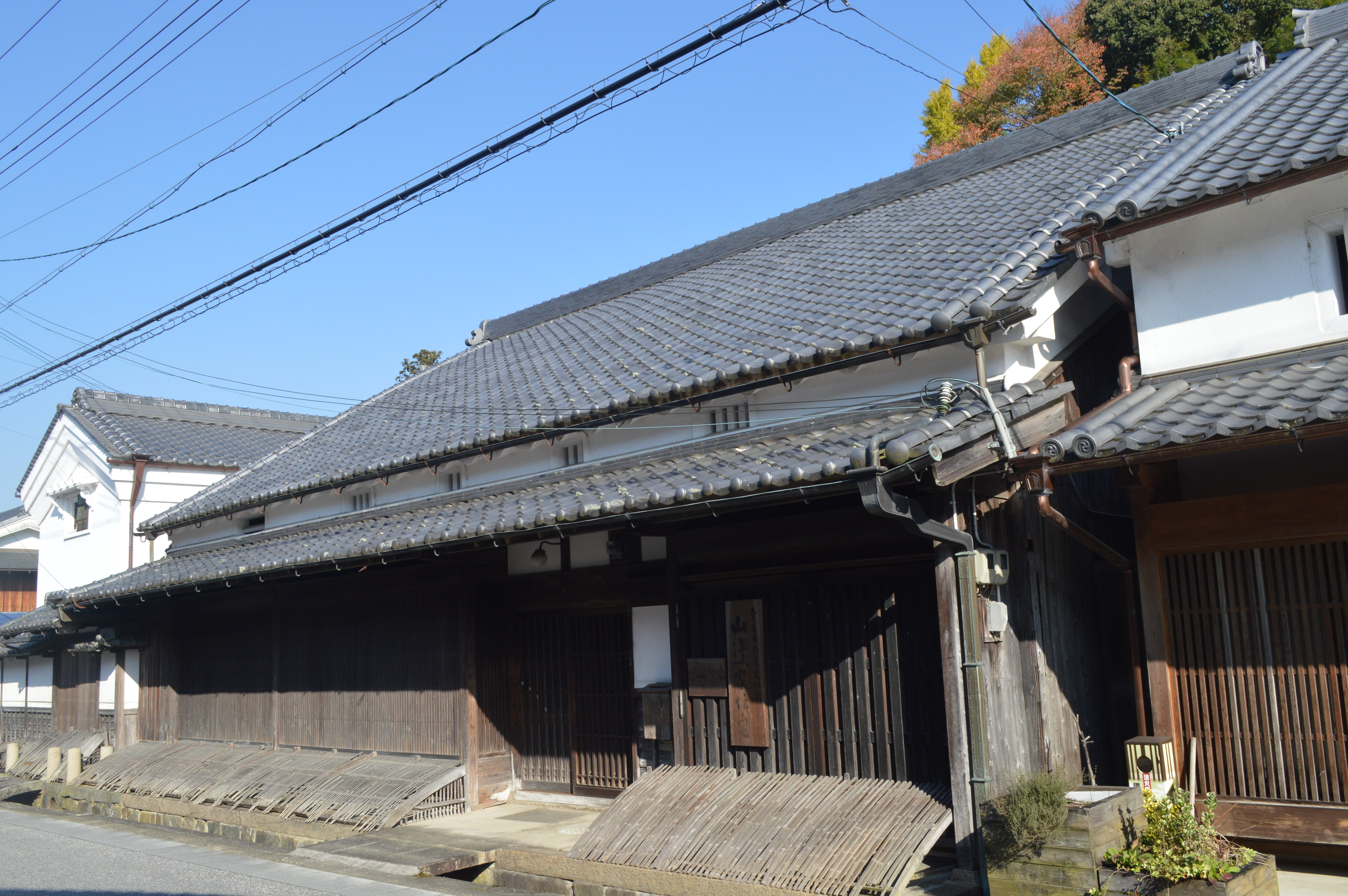
山邉家住宅
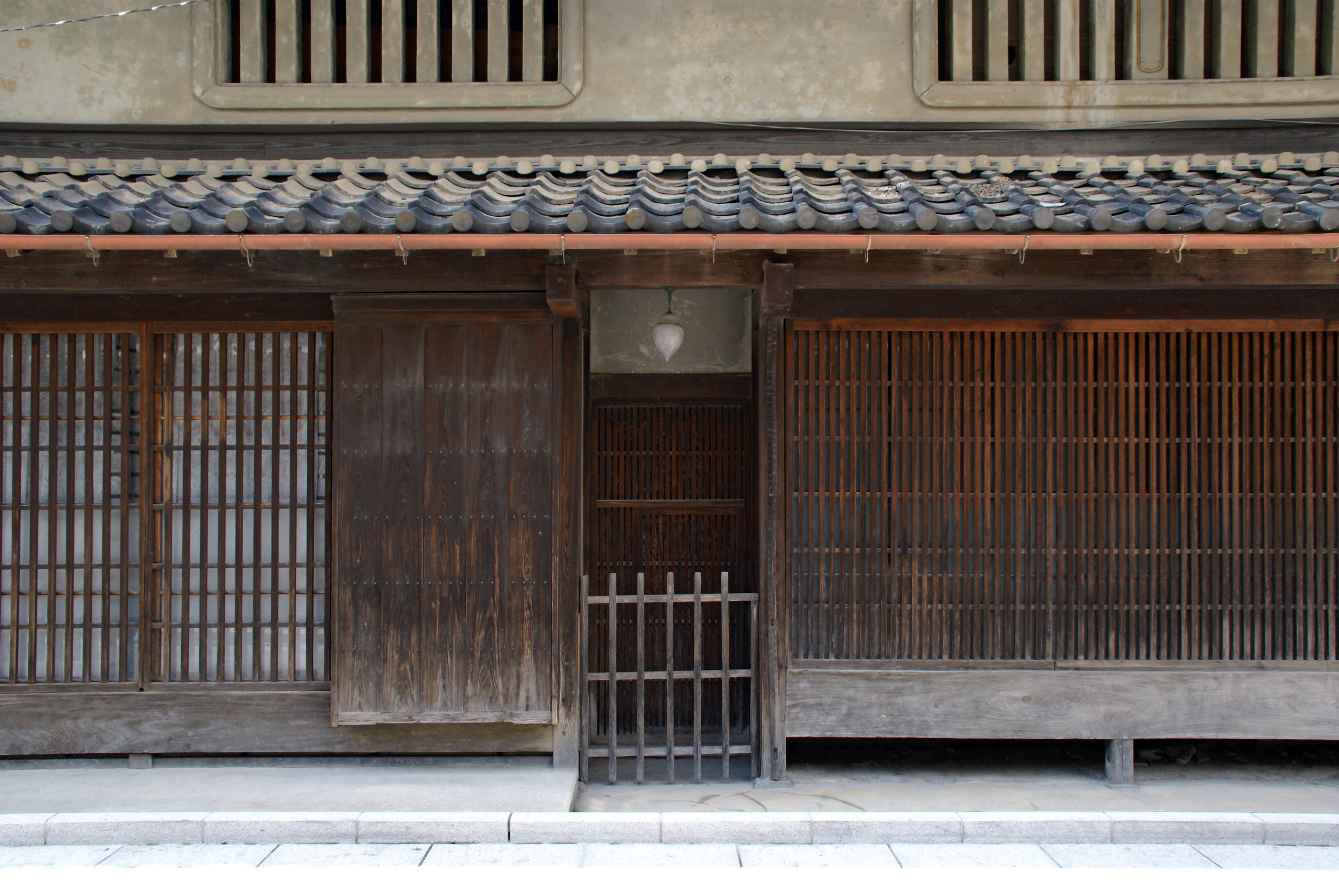
格子戸と虫籠窓のある民家（酒蔵通り）
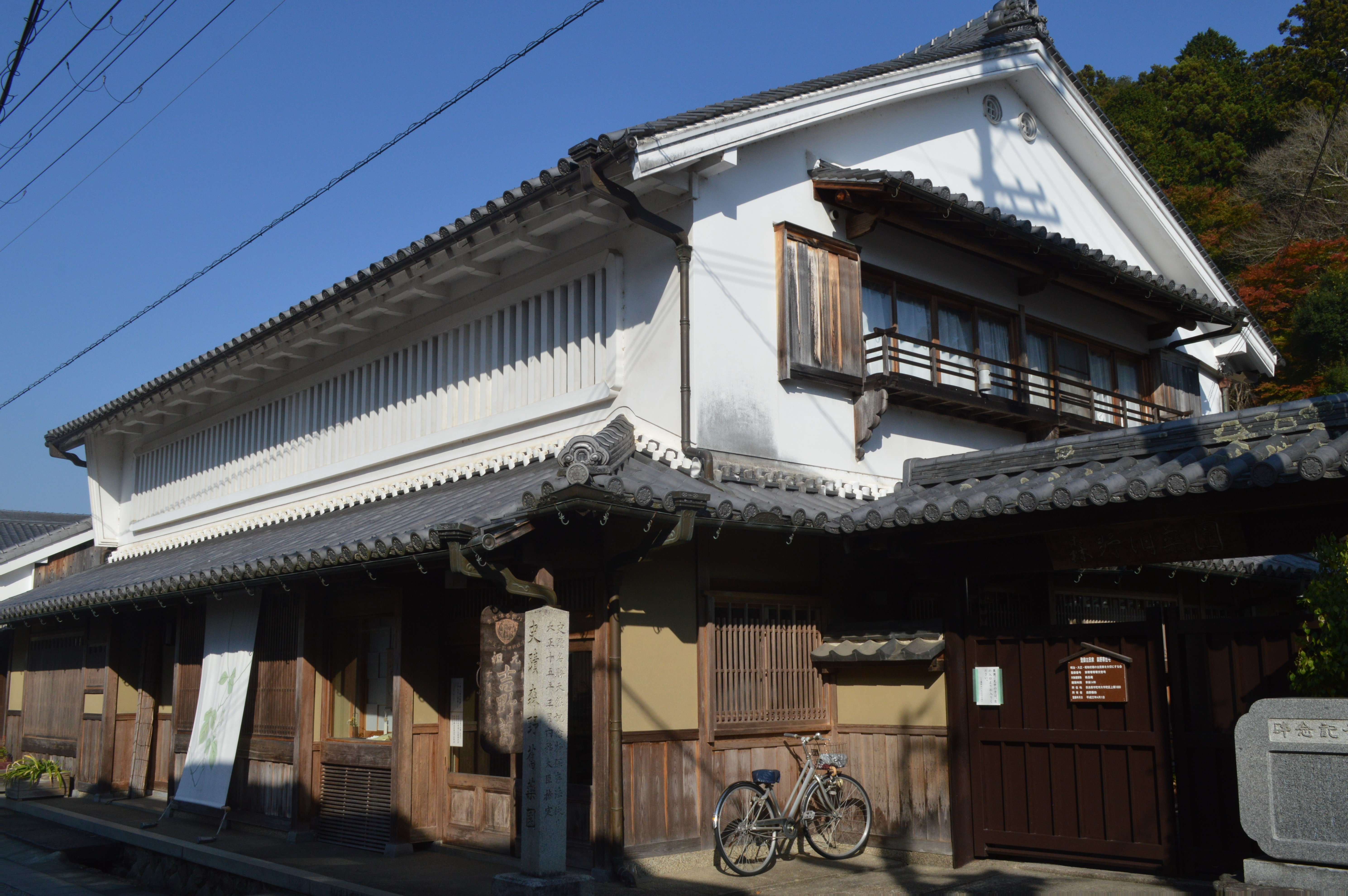
森野旧薬園

### 重伝建地区外
- 阿紀神社 - 能舞台がある。
- 万葉公園（かぎろひの丘）
- 大願寺
- 宇陀松山城跡 - 国の史跡。
- 佐多神社
- 慶恩寺
- 光明寺 - 山門が県重文。

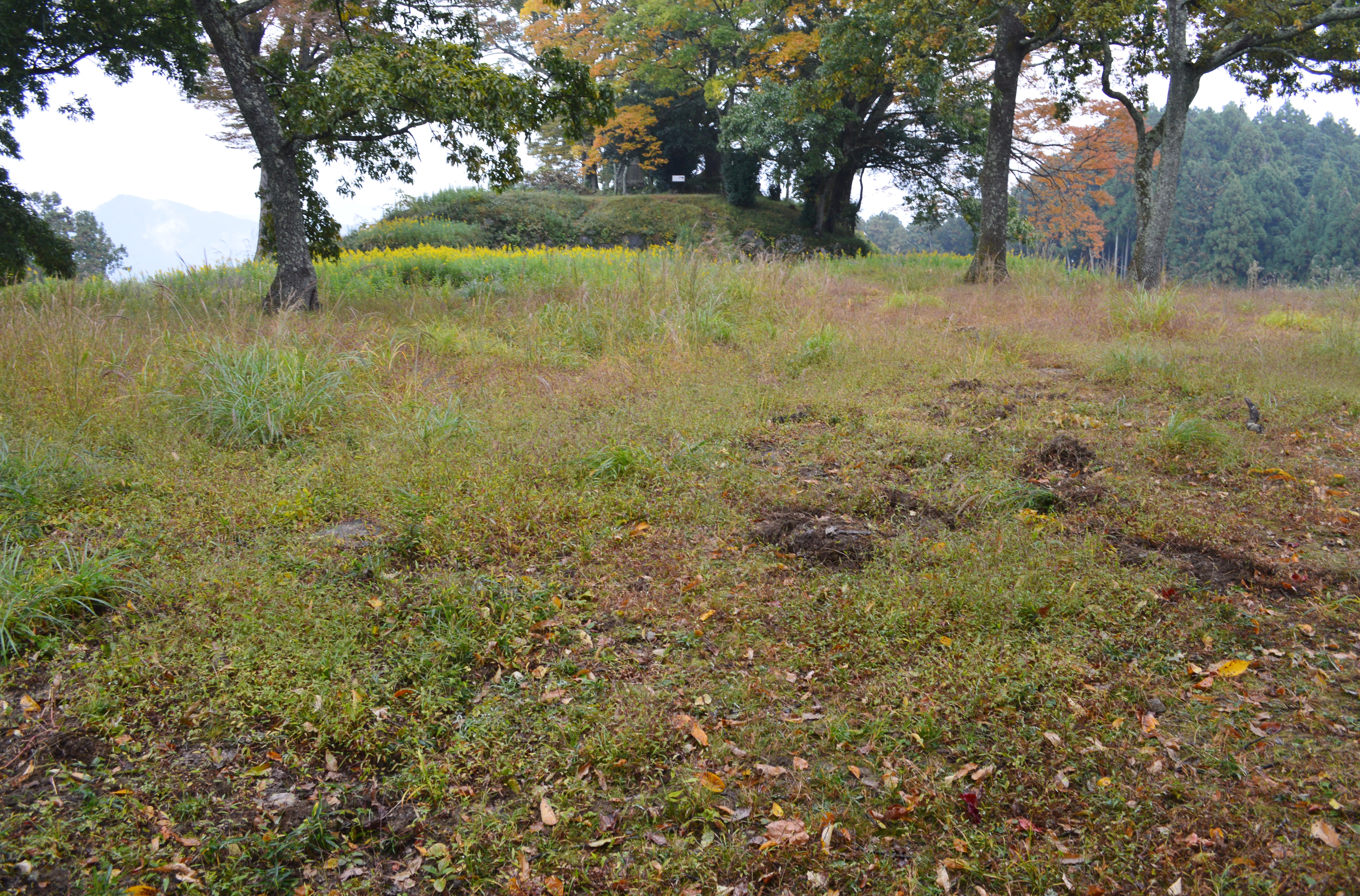
宇陀松山城の本丸跡

- 阿騎野・人麻呂公園 - 遺跡公園、復元建造物や柿本人麻呂などがある。
- 又兵衛桜
- 大亀和尚民芸館
- 道の駅宇陀路 大宇陀
- 織田藩上屋敷跡
- 織田藩長山屋敷跡

## 交通アクセス
公共交通機関
- 近鉄大阪線榛原駅から奈良交通バスに乗車して「大宇陀」下車。